# Leichtathletik-Europameisterschaften 1982/400 m Hürden der Frauen

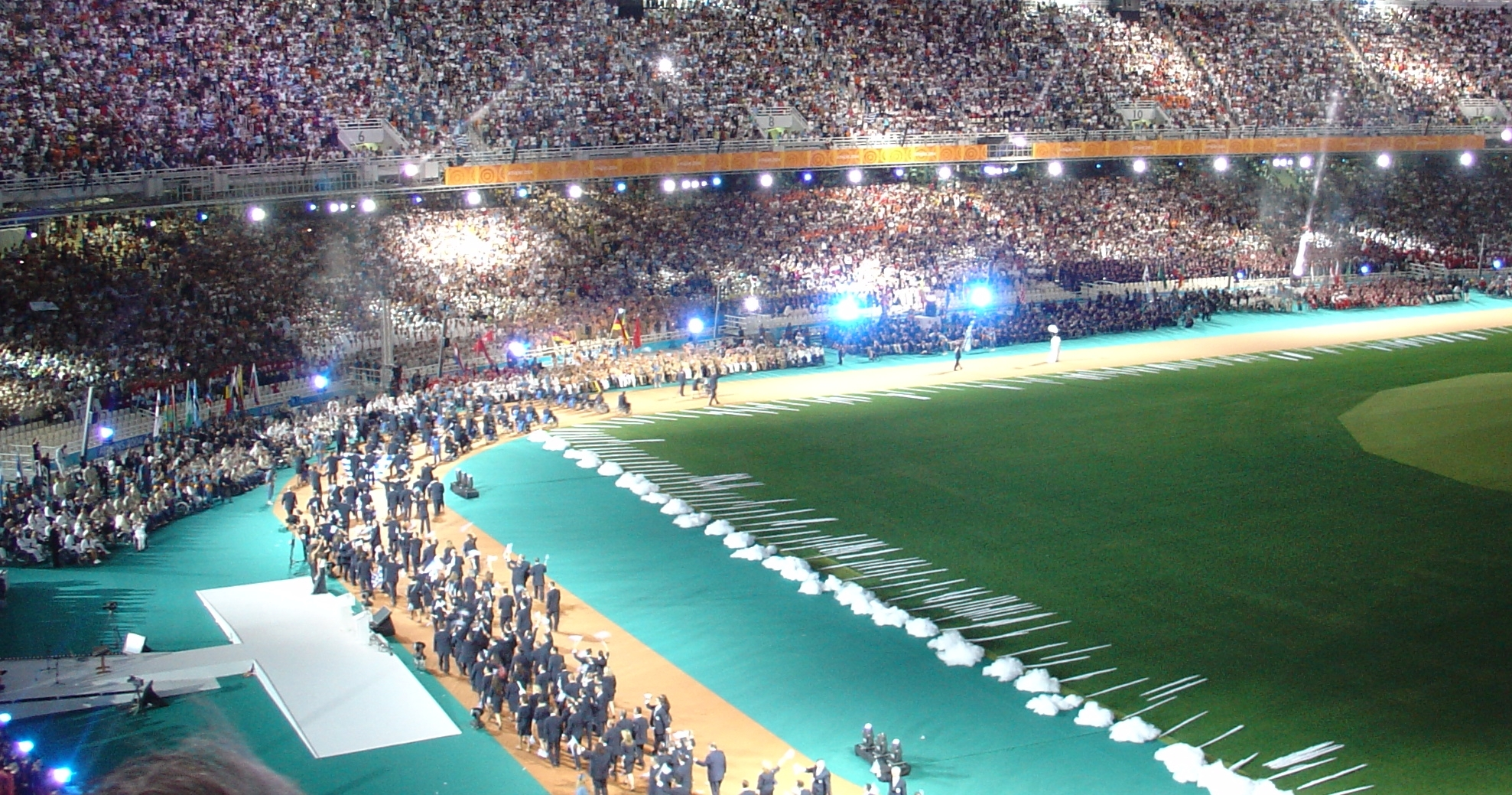
Das Athener Olympiastadion bei der Eröffnung der Paralympics 2004

Der 400-Meter-Hürdenlauf der Frauen bei den Leichtathletik-Europameisterschaften 1982 wurde am 9. und 10. September 1982 im Olympiastadion von Athen ausgetragen.
Europameisterin wurde die Schwedin Ann-Louise Skoglund. Sie gewann vor Petra Pfaff aus der DDR. Bronze ging an die Französin Chantal Réga.

## Rekorde

### Bestehende Rekorde
| Weltrekord           | 54,28 s | Karin Roßley      | Jena, DDR (heute Deutschland) | 18. Mai 1980      |
| Europarekord         | 54,28 s | Karin Roßley      | Jena, DDR (heute Deutschland) | 18. Mai 1980      |
| Meisterschaftsrekord | 54,89 s | Tatjana Selenzowa | EM Prag, Tschechoslowakei     | 2. September 1978 |

### Rekordverbesserung
Die schwedische Europameisterin Ann-Louise Skoglund verbesserte den bestehenden EM-Rekord im Finale am 10. September um 31 Hundertstelsekunden auf 54,58 s. Zum Welt- und Europarekord fehlten ihr drei Zehntelsekunden.

## Legende
Kurze Übersicht zur Bedeutung der Symbolik – so üblicherweise auch in sonstigen Veröffentlichungen verwendet:
| CR | Championshiprekord |

## Vorrunde
6. September 1982, 17:35 Uhr
Die Vorrunde wurde in zwei Läufen durchgeführt. Mit sechzehn Läuferinnen war die Zahl der Teilnehmerinnen so gering, dass keine Zwischenrunde notwendig war. Von den Vorläufen aus ging es direkt ins Finale, für das sich die ersten vier Athletinnen pro Lauf – hellblau unterlegt – qualifizierten.

### Vorlauf 1

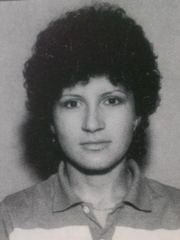
Cristieana Cojocaru schied als Achte ihres Vorlaufs aus

| Platz | Name                | Nation         | Zeit (s) |
| ----- | ------------------- | -------------- | -------- |
| 1     | Chantal Réga        | Frankreich     | 55,73    |
| 2     | Birgit Uibel        | DDR            | 55,85    |
| 3     | Jelena Filipischina | Sowjetunion    | 55,96    |
| 4     | Genowefa Błaszak    | Polen          | 56,73    |
| 5     | Marlies Gutewort    | BR Deutschland | 57,34    |
| 6     | Yvette Wray         | Großbritannien | 57,81    |
| 7     | Rosa-Maria Colorado | Spanien        | 58,91    |
| 8     | Cristieana Cojocaru | Rumänien       | 59,00    |

### Vorlauf 2
| Platz | Name                | Nation         | Zeit (s) |
| ----- | ------------------- | -------------- | -------- |
| 1     | Anna Kastezkaja     | Sowjetunion    | 55,72    |
| 2     | Petra Pfaff         | DDR            | 55,81    |
| 3     | Ann-Louise Skoglund | Schweden       | 55,96    |
| 4     | Jekaterina Fessenko | Sowjetunion    | 56,49    |
| 5     | Mary Wagner         | BR Deutschland | 56,74    |
| 6     | Giuseppina Cirulli  | Italien        | 57,35    |
| 7     | Montserrat Pujol    | Spanien        | 58,06    |
| 8     | Helle Sichlau       | Dänemark       | 58,91    |

## Finale

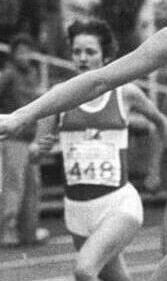
Vizeeuropameisterin Petra Pfaff

10. September 1982
| Platz | Name                | Nation      | Zeit (s) |
| ----- | ------------------- | ----------- | -------- |
| 1     | Ann-Louise Skoglund | Schweden    | 54,58 CR |
| 2     | Petra Pfaff         | DDR         | 54,90    |
| 3     | Chantal Réga        | Frankreich  | 54,94    |
| 4     | Anna Kastezkaja     | Sowjetunion | 55,09    |
| 5     | Jelena Filipischina | Sowjetunion | 55,09    |
| 6     | Birgit Uibel        | DDR         | 55,70    |
| 7     | Jekaterina Fessenko | Sowjetunion | 55,86    |
| 8     | Genowefa Błaszak    | Polen       | 56,89    |